# Некмітливий горобець
«Некмітливий горобець» (рос. Как воробей ум искал) — анімаційний фільм 1970 року Творчого об'єднання художньої мультиплікації студії Київнаукфільм, режисер — Ніна Василенко. Мультфільм знято за мотивами казки Лесі Українки «Біда навчить».

## Сюжет
Історія про дружбу і взаємодопомогу. Про те, як маленький нетямущий горобець просив старших — мудру сову, дідуся ворона і інших — навчити розуму, і що з цього вийшло.
Мультфільм знято за мотивами казки Лесі Українки «Біда навчить».

## Творча група
- Автор сценарію: В. Проценко
- Режисер-постановник: Ніна Василенко
- Художник-постановник: Жанна Покулита
- Композитор: Володимир Губа
- Оператор: Анатолій Гаврилов
- Художники-мультиплікатори: Михайло Титов, В. Пекар, Ніна Чурилова, Євген Сивокінь, Єфрем Пружанський, В. Баєв, С. Березовська
- Звукооператор: Ірина Чефранова
- Редактор: Тадеуш Павленко
- Асистенти: Т. Швець, Л. Буянова, Юна Срібницька
- Ролі озвучили: Людмила Ігнатенко, Микола Панасьєв, Володимир Коршун, Любов Комарецька.
- Ролі озвучили (дубляж російською): Людмила Ігнатенко, Любов Комарецька, Микола Панасьєв, Володимир Коршун, Яків Козлов, Б. Лук'янов
- Директор картини: Іван Мазепа